# Doom 3: Maelstrom
『Doom 3：Maelstrom』（ドゥームスリー メイルストラム）は、『Doom 3』の小説三部作シリーズの二作目。2009年3月に発売された。この本を執筆する前に、作者のマシュー・J.コステロは『Doom 3』と『Doom 3: Resurrection of Evil』の脚本を手掛けている。 

## あらすじ
2145年に、 火星のユニオン・エアロスペース・コーポレーション研究センターに配属されたスペースマリーン（宇宙海兵隊）は、地獄の圧倒的なデーモンの軍勢による大規模次元間侵略の数少ない生存者の1人であった。自らのショックと恐れに向き合いながら混乱と恐怖を乗り越えようと奮闘する彼は、必死に逃げようとしているまさにその施設内で行われていた謎の研究に隠されたこれまでの彼の予想を超える真実を発見する。 

## プロット

### 2145：最初のアウトブレイクの2日前
小説は前作の終わりの数日前における地球の海底に位置するバラード研究所の行動の描写から始まる。小説は、科学者達が非常に荒れ果てた地域での生活を可能にする奇妙な細菌を研究していると説明している。UACの火星への関心のために基地は資金不足に陥っており、UACのトップ、イアン・ケリハーが研究をキャンセルするのではないかと危惧されていた。 
以降、小説はさまざまな人々についてのさまざまな物語で構成されているが、定期的にそれぞれに戻る。この本では、イアン・ケリハーが、衰えて厳密には引退したUAC創設者で彼の父親のトミーのもとを訪れる様子が描かれている。トミーは自身の息子に対し、お前は自分でも制御できない力でマーズシティで神のようにふるまっていると警告した。彼はまた、バラードは基本的に研究室を救うことが不可欠であるとイアンに告げる。 

### 2145：ハルマゲドン
本は最初のデーモンのアウトブレイク直後の火星へと戻る。ハイデン将軍と彼の同胞は事態が制御下にあることをケリハーに保証しようとし、同時にそれを現実にしようとした。一方、マリア・モラエテスはアルファラボ近くでジョン・ケインはマーズシティのレセプションでそれぞれ部隊を率いていた。 
デルタラボのアウトブレイク地点の近くに部隊を配備しているケリー曹長は、ケインに話し異常な測定値について警告する。ケインは彼がゾンビ化した母親から救った子供を探すためにレセプションから出ていった。その後、2回目のアウトブレイクが起き、マーズシティを更に破壊、ゾンビ化し、より多くのデーモンを解き放った。 
ケインはレセプションに戻らず、代わりに戦いつつ彼のもとへ向かおうとしてたアルファラボにいるマリアのもとへと向かうことに決めた。その間、マリアとアンディ・キムもマーズシティを巡って闘っていた。トライト、ピンキー、インプ、ゾンビ（彼女らが名前を付けたクリーチャー）の猛攻と戦いながら、彼女らは進み始めた。しかしその後にインプがアンディを捕まえて彼を危うく殺しかけるも寸前でマリアに阻止された。彼女の友人を救うために必死になるマリアであったが、医薬品は持ちあわせていなかった。そして彼女は近づいて来る存在を感じ取る。 
本にはケインが救った子供テオのサブプロットもある。彼は指示された通りに逃げて小部屋に隠れていたが、後に2体のゾンビに感知され、ゾンビが侵入した2つの部屋以外の彼の小部屋にも穴が開いて初めて脱出する。そこから、彼はさまざまな恐怖を避けながら基地を駆け抜け、モノレールへとたどり着き、それに乗ってデルタラボに向かった。 
マリアは、近づいて来るのはケインであることに気づいて彼に声をかけ、抱擁のキスをしてケインを驚かせた。ケインはアンディを回復させるために彼の医療用スティムパックの1つを使用するが、戦闘ではあまり使われないものであった。マリアとケインは、侵略の源であるデルタに向かわなければならないと決断した。ケインは、マリアがアンディをレセプションに案内するべきだと主張するも、マリアはケインと一緒に行かなければならないと断固主張した。アンディは一人で行くことに同意し、マリアはついにケインを説得した。弾薬ロッカーで補給を行った後、3人はそれぞれの行先へと向かった。 
一方、ケリハーはマーズシティとの無線連絡を失ったため、彼の選択肢を検討していた。彼はバラードに連絡して、デーモンの侵略のために人間を超人化させるような細菌の使用を含む人類が準備するかもしれないものを研究させることに決めた。彼が提供している新たに発見されたリソースと科学者に喜ぶも軍事任務を引き受けるのはうんざりしていたが、チームは研究に同意した。彼はまた、火星での出来事を解明しようという必死の試みでUACの本部の下に彼の研究拠点を置き、火星で起こった事を小規模に模倣しようと試みた。彼はまた、火星のトップの人々も議論しているアルマダ軍用宇宙船を送るべきかどうかについて思案した。 
ケリハーの要請でマーズシティに派遣された2人のうちの1人、ジャック・キャンベルは何をすべきかを理解するために最善を尽くしていた。彼は差し迫った問題が他の仲間のエリオット・スワンや、ハイデン将軍が火星の現在の隔離を破壊し、地球を危険に晒すアルマダに連絡するのを阻止することであることを認識していた。彼は強力な武器BFG 9000を使用して、戦いつつマースシティ通信センターへと向かい、スワンに送信しないように説得した。不本意で怯えたスワンが加わったキャンベルは、デルタに向けて出発した。 

### 2145：地獄へ
アンディはレセプションに戻り、ケインの任命されたチームリーダーのマッカラと彼の海兵隊員によって出迎えられた。その間、マリアとケイン、キャンベルとスワンの両方がデルタラボに近づいていた。ケインとマリアが最初に到着し、デルタのテレポーテーション実験と一人の生存者、ケリン・マクドナルドを発見する。彼に近づくためにケインはデーモンが火星に到達することを可能にしたのとまったく同じ技術である実験テレポーターの1つを使用することを余儀なくされ、ケインはマリアから引き離された。 
マクドナルドはケインに対し、デーモンを倒すには火星の発掘作業現場のU1またはソウルキューブと呼ばれるアーティファクトが必要であることを説明する。彼は、デーモンの侵略を撃退するためのソウルキューブを自らを犠牲にして作らざるを得なかった古代火星文明の歴史を研究チームがどのように発見したのかを説明した。最後に彼は、デルタラボの主任科学者のマルコム・ベトルーガーがデーモンに協力しており、デーモンの次元（今は地獄と呼ばれている）にキューブを持ち込んだことを明らかにする。そして突然のデーモンの奇襲によりマクドナルドが殺される。 
危機的状況に陥ったケインであったが、マリアがテレポートしてデーモンを倒したことで生き残った。そしてデーモンが到着する前に2人はテオを発見し、キャンベルとスワン、そしてキャンベルのBFGによって3人は救出された。大人4人は、ソウルキューブを回収するためにそのうちの1人がポータルを通って地獄に入る必要があると決めた。マリアはテオをレセプションに連れ戻すために派遣され、キャンベルと不満なスワンはケインの帰還のためにポータルを守った。 
ケインはデーモンの次元に到着し、巨大で厳重に守られているが、ありがたいことに空席の玉座に切望されたソウルキューブを見つけた。純粋な集中により、恐怖や疲れを超えてケインはガーディアンと戦い、キューブを回収しポータルを通って帰還する。そこで彼は死体となったキャンベルとスワン、そしてゾンビ化し機械的に強化されたケリー軍曹を発見した。ケインは新しく見つけたアーティファクトを使用して、キャンベルのBFGを取り返した。ケリーが死んことで彼は遺跡発掘サイト3に行き、ソウルキューブをそれが元々あった場所に戻し、うまくいけば侵略を終わらせる。 
サイト3では、一人生き残った科学者のアクセル・グラウリッチが不気味な深いトンネルを通り抜けている間に、古代火星人の霊が彼女に彼らの秘密を明かし、デーモンは現在閉じられているデルタポータルを補うために地獄と火星の間に恒久的なポータルを作っているのを彼女は発見した。アクセルはなぜ自分はまだ生きているのか不思議に思った。 
ケリハーは、科学者がテレポーテーション実験を開始したところ、動物実験の被験体がゾンビ化したモンスターとして戻ってくるのを見た。そして奇妙な波が実験室から地球全体に放射され、ケリハーはこれが何を意味するのかを熟考することになる。その間、彼はアメリカ合衆国大統領に連絡して、アルマダがマーズシティを抹消する許可を得る。 
ケインはサイト3に到達し、ほぼアクティブな状態にあるデーモンのポータルと、自分を助けるよりも彼らを止めなければならないと告げるアクセルを見つけた。彼女は、彼が地獄で見た玉座の主で恐らく彼らの王の巨大なデーモンの存在を警告するが、突然2体のデーモンが到着して彼女を殺した。ケインはソウルキューブの助けを借りて、デーモンの王とその配下の軍団との最後の戦いを開始し、最終的にポータルを保護し封印した。 
その後、彼はマーズシティに戻る苦痛の旅を始め、道中狂ったゾンビが最後の報復を行ってきた。重傷を負い、足を失ったケインは、レセプションからマリアが到着したことで救われる。ハイデンはマーズシティに支援を送るためにアルマダに電話を掛けた。

### エピローグ
ポータルの閉鎖以来、マーズシティには野良ゾンビだけが残され、アルマダの部隊はテオとケインを含む負傷者や民間人を避難させた。マリア、アンディ、他の生存者、およびアルマダの増援は、マーズシティの復興を開始するために残された。彼女は地球のテオと両想いだと分かっているケインの様子を見に行くことを誓う。マーズシティの復興は大仕事になると誰もが理解していた。ケリハーは再び父親を訪ね、地球での彼の実験から来た力についての彼の心配を含めて彼にすべてを話すことを誓う。 
一方、バラード研究所の科学者たちは、細菌とチューブワームが共生関係にあるわけではなく、実際には二つが一つの存在として融合していることを発見したことを明らかにする。チームは、この生物学的融合の影響と、この発見がどこにつながるかを熟考した。 

## 評価
本の裏には、Science Fiction ChronicleとPublishers Weeklyの2つの肯定的な推薦文が掲載されている。BookBrowserは「本物に見えるアンサンブルで構成されたクリエイティブで楽しいホラーストーリーを楽しむ読者は、この小説を楽しむだろう」と指摘している。 